# Cross-country na Zimowych Światowych Wojskowych Igrzyskach Sportowych 2017 – bieg indywidualny kobiet

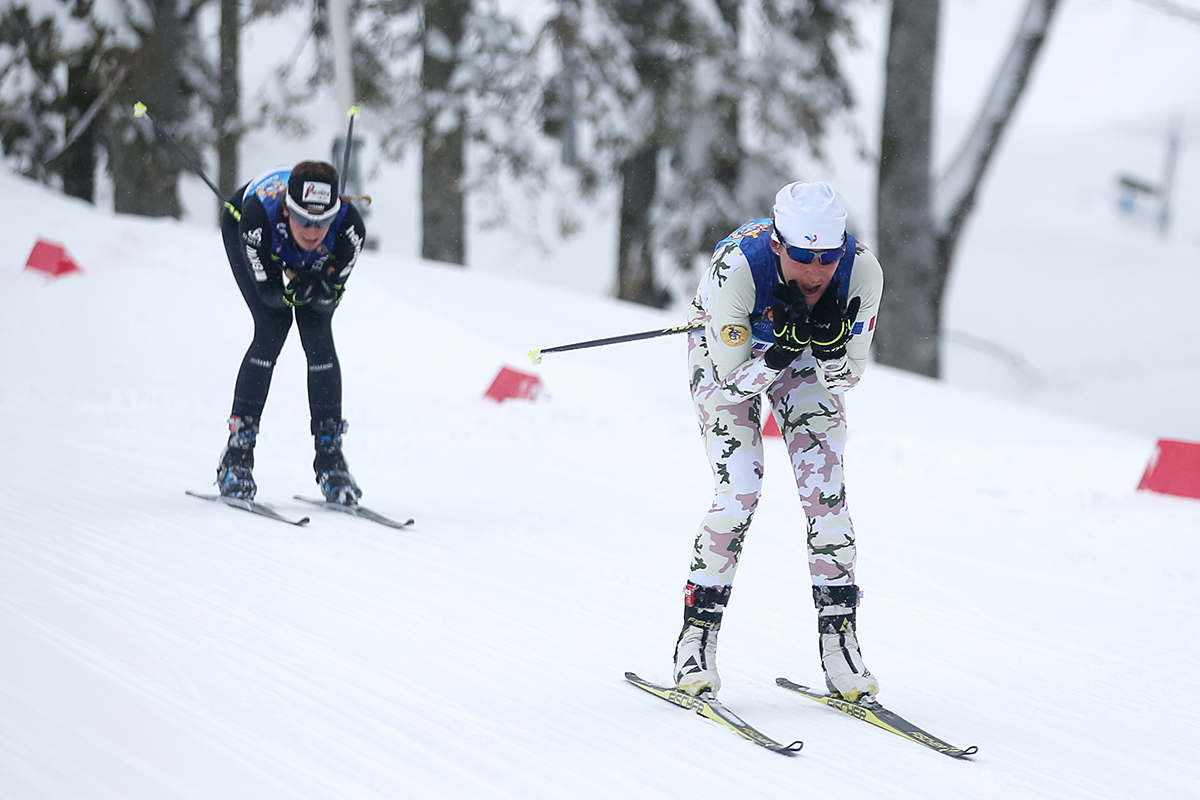
Łaura 2017. Francuzka Coraline Thomas Hugue (2 m.) na trasie biegu na 10 km.

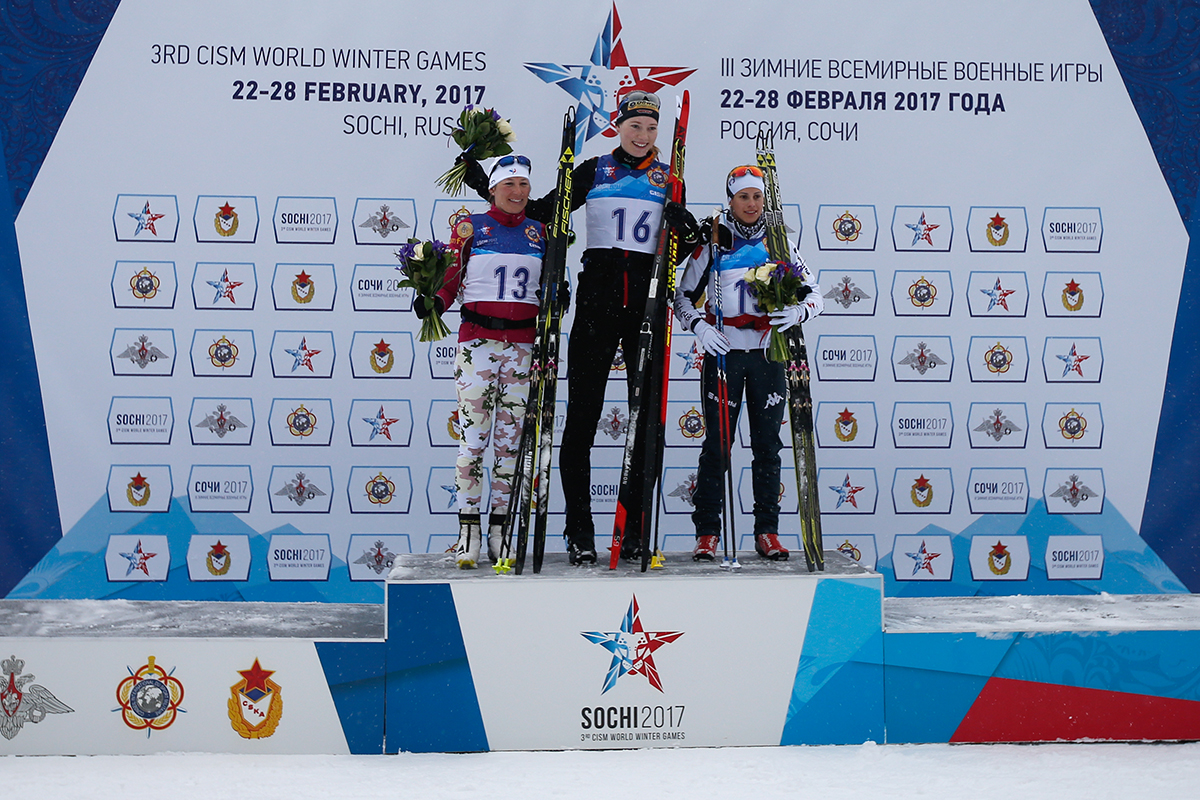
Soczi 2017. Podium - od lewej stoją; Coraline Hugue (FRA), Theresa Eichhorn (GER) i Francesca Baudin (ITA)

Cross-country na 3. Zimowych Światowych Wojskowych Igrzyskach Sportowych – indywidualny bieg narciarski kobiet jedna z zimowych konkurencji rozgrywana podczas igrzysk wojskowych w ramach cross-country, która odbyła się w dniu 24 lutego 2017  na terenie kompleksu narciarsko-biathlonowego „Łaura” w Soczi. Zawodniczki miały do przebiegnięcia 10 kilometrów techniką dowolną.

## Terminarz
Konkurencja rozpoczęła się w dniu 24 lutego o godzinie 9:30 (czasu miejscowego). Bieg kobiet odbywał się na dystansie 10 km, równolegle z narciarskim biegiem mężczyzn na 15 km.
| Harmonogram przebiegu konkurencji | Harmonogram przebiegu konkurencji | Harmonogram przebiegu konkurencji | Harmonogram przebiegu konkurencji |
| Data                              | Godzina rozpoczęcia               | Godzina rozpoczęcia               | Wydarzenie                        |
| Data                              | (UTC+03:00)                       | CET                               | Wydarzenie                        |
| --------------------------------- | --------------------------------- | --------------------------------- | --------------------------------- |
| 24 lutego 2017(dts)               | 9:30                              | 12:30                             | Finał                             |

## Uczestniczki
W zawodach indywidualnych kobiet w cross-country brało udział 15 zawodniczek z 8 państw. Reprezentacje narodowe mogły liczyć nie więcej niż 4 zawodniczek. 
- Bułgaria (1)
- Chiny (2)
- Francja (2)
- Niemcy (1)
- Rosja (4)
- Serbia (1)
- Szwajcaria (2)
- Włochy (2)

## Medaliści
| Złoto                     | Srebro                   | Brąz                      |
| Niemcy · Theresa Eichhorn | Francja · Coraline Hugue | Włochy · Francesca Baudin |

## Wyniki
| Miejsce | Zawodniczka                | Reprezentacja | Czas    | Strata  | Uwagi |
| ------- | -------------------------- | ------------- | ------- | ------- | ----- |
| 01 !    | Theresa Eichhorn           | Niemcy        | 27:28,8 | ——      |       |
| 02 !    | Coraline Hugue             | Francja       | 27:43,9 | +15,1   |       |
| 03 !    | Francesca Baudin           | Włochy        | 27:46,0 | +17.2   |       |
| 4       | Natalja Korostielowa       | Rosja         | 27:53,6 | +24,8   |       |
| 5       | Delphine Claudel           | Francja       | 27:57,8 | +29,0   |       |
| 6       | Lidija Durkina             | Rosja         | 28:41,5 | +1:12,7 |       |
| 7       | Alina Meier                | Szwajcaria    | 28:45,2 | +1:16,4 |       |
| 8       | Natalja Iljina             | Rosja         | 28:46,4 | +1:17,6 |       |
| 9       | Anna Zoltariewa            | Rosja         | 29:23,1 | +1:54,3 |       |
| 10      | Fabiana Wieser             | Szwajcaria    | 29:27,0 | +1:58,2 |       |
| 11      | Chiara de Zolt Ponte       | Włochy        | 29:27,2 | +1:58,4 |       |
| 12      | Antonija Grigorowa-Burgowa | Bułgaria      | 31:36,0 | +4:07,2 |       |
| 13      | Li Luonan                  | Chiny         | 34:20,7 | +6:51,9 |       |
| 14      | Anja Ilić                  | Serbia        | 35:54,4 | +8:25,6 |       |
| 15      | Chen Hongru                | Chiny         | 36:12,3 | +8:43,5 |       |

Źródło Soczi 2017